# Verměřovice
Verměřovice település Csehországban, az Ústí nad Orlicí-i járásban. Verměřovice Mistrovice, Dolní Čermná, Letohrad, Petrovice és Bystřec településekkel határos. Lakosainak száma 794 fő (2024. január 1.).

## Népesség
A település lakosságának változását az alábbi diagram mutatja:
| Lakosok száma | 671  | 721  | 651  | 550  | 627  | 727  | 742  | 749  | 720  | 794  |
|               | 1869 | 1900 | 1921 | 1961 | 1980 | 2011 | 2016 | 2019 | 2021 | 2024 |